# Cavetown
Cavetown is een plaats (census-designated place) in de Amerikaanse staat Maryland, en valt bestuurlijk gezien onder Washington County.

## Demografie
Bij de volkstelling in 2000 werd het aantal inwoners vastgesteld op 1486.

## Geografie
Volgens het United States Census Bureau beslaat de plaats een oppervlakte van
5,0 km² en is gelegen aan de 64 ofwel de Jefferson Boulevard.

## Plaatsen in de nabije omgeving
De onderstaande figuur toont nabijgelegen plaatsen in een straal van 8 km rond Cavetown.